# 尼僧ヨアンナ
『尼僧ヨアンナ』（にそうヨアンナ、原題：Matka Joanna od Aniołów）は、1961年のポーランド映画。第14回カンヌ国際映画祭に出品され、審査員特別賞を受賞した。

## 来歴

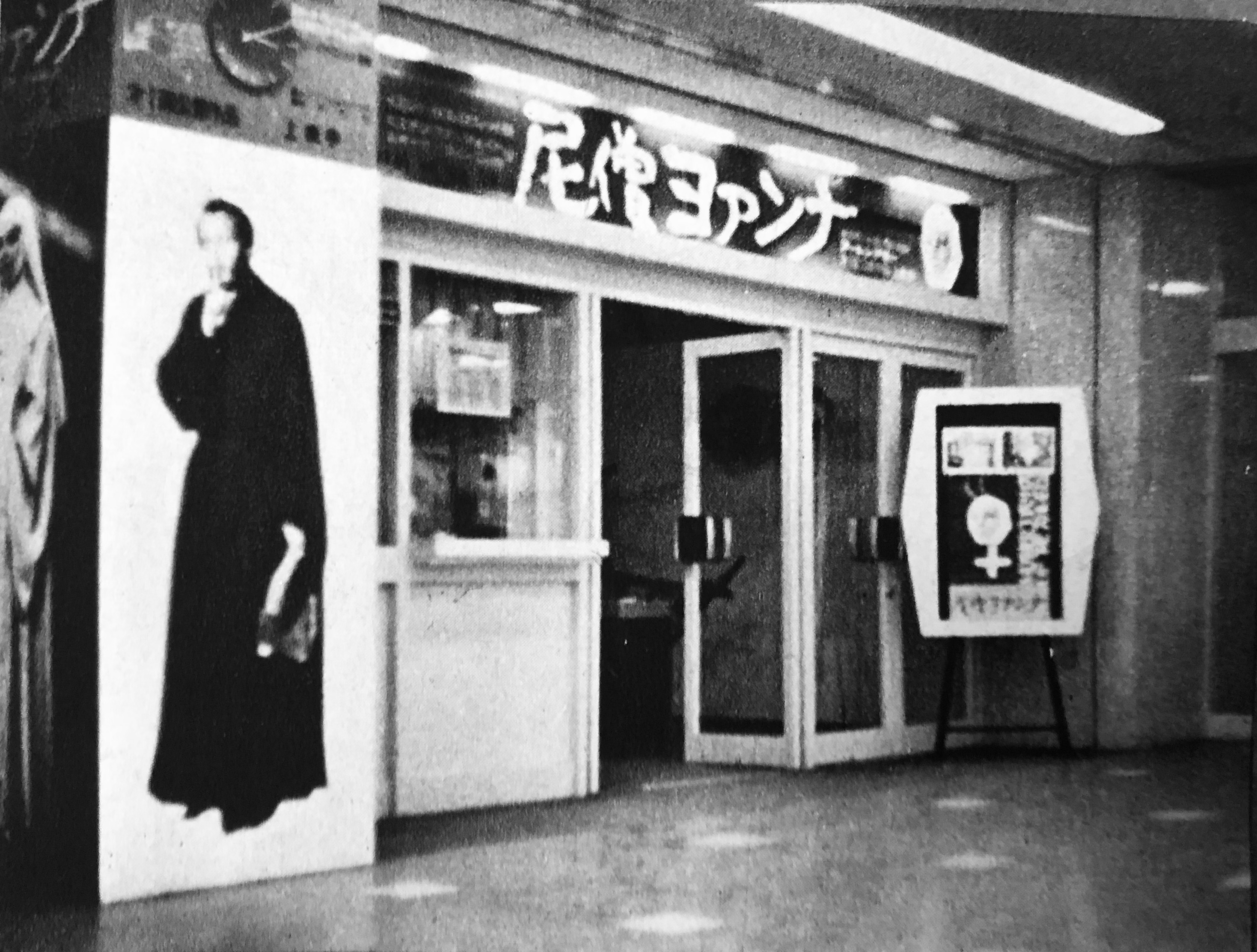
『尼僧ヨアンナ』は日本アート・シアター・ギルド（ATG）の第1回配給作品に選ばれた。1962年4月20日、新宿文化劇場・日劇文化劇場・後楽園アートシアターの3館を皮切りに公開された。

ポーランドの小説家、ヤロスワフ・イヴァシュキェヴィッチは「ルダンの悪魔憑き事件」を題材にして、舞台をポーランドに置き換え、短編小説「Matka Joanna od Aniołów」を執筆した。『尼僧ヨアンナ』はこの短編を原作とする。（なお、スリン神父のモデルである17世紀フランスのジャン＝ジョゼフ・スュランは、ルダンの悪魔憑き事件で祓魔師として修道院長の悪魔祓いを行ったが、殺人を犯したという事実はない。）
監督は、『夜行列車』（1959年）によりヴェネツィア国際映画祭のジョルジュ・メリエス賞を受賞したイェジー・カヴァレロヴィチ。撮影は『灰とダイヤモンド』のイエジー・ヴォイチックが務めた。
1961年2月9日、公開。同年5月の第14回カンヌ国際映画祭に出品され、当初よりパルム・ドールの呼び声が高かったが、『かくも長き不在』と『ビリディアナ』が同賞を獲得し、『尼僧ヨアンナ』には審査員特別賞が与えられた。一説にはカトリック教義を否定する描き方があまりに強烈すぎたためとされる。
1962年4月20日、日本アート・シアター・ギルド（ATG）は、新宿文化劇場・日劇文化劇場・後楽園アートシアターの3館でアート映画の上映を開始した。『尼僧ヨアンナ』はその第1回配給作品に選ばれた。

### 原作の日本語訳
- 『尼僧ヨアンナ』 福岡星児訳、恒文社「現代東欧文学全集 第8巻」1967年7月、新版「東欧の文学」1990年ほか
- 『尼僧ヨアンナ』 関口時正訳、岩波文庫、1997年

## あらすじ
17世紀半ば、女子修道院長のヨアンナに悪魔が乗り移り、ほかの修道女たちにも悪影響が出てしまった。
周囲の人々は、前の教区司祭ガルニエツ神父が魔法使いであり、この修道院に侵入していたことが原因ではないかと噂し、ガルニエツ神父は火刑に処されるも、状況は良くならなかった。そこで、大司教は童貞であるスリン神父を派遣する。スリン神父と面会した直後、ヨアンナにとりついていた悪魔が冒涜の言葉を吐く。これを見た彼は、ヨアンナと2人で苦行を行うことにしたが、2人の関係は近くなり、激しい痛みも快楽として感じるようになった。思い悩んだスリンはユダヤ教の司祭に相談するも、今度はキリスト教を否定されてしまう。修道院へ戻ってきたスリンに対し、ヨアンナは神に仕えるよりは、悪魔から授けられる悦びの方が生き甲斐があると言う。ここでスリンはヨアンナにキスをしたものの、彼女の口から悪魔がスリンに乗り移ってしまう。再びヨアンナに悪魔が戻ってしまうことを恐れたスリンは、悪魔の命令に従って2人の男を殺してしまう。それを知ったヨアンナは涙をこぼす。

## 評価
ナンスプロイテーションジャンルの先駆的な作品であると見なされている。